# Formel-E-Rennstrecke Berlin (Tempelhof)
Die Formel-E-Rennstrecke Berlin (Tempelhof) ist ein temporärer Flugplatzkurs in Berlin (Deutschland) für Rennen der Formel E. Am 23. Mai 2015 fand im Rahmen der FIA-Formel-E-Meisterschaft 2014/15 erstmals ein Rennen auf dieser Strecke statt.
Am 10. und 11. Juni wurden im Rahmen des Berlin ePrix 2017 erneut zwei Rennen auf dem Tempelhofer Feld veranstaltet, jedoch mit einem geänderten Streckenlayout. Dieses Streckenlayout wurde mit nur geringen Abweichungen auch in den folgenden Jahren für Formel-E-Rennen genutzt.

## Geschichte
Die Organisatoren der FIA-Formel-E-Meisterschaft hatten ursprünglich geplant, eine temporäre Rennstrecke auf der Straße des 17. Juni mit dem Brandenburger Tor als Kulisse zu errichten, dies lehnte der Berliner Senat jedoch ab.

Die erste Variante der Strecke mit einer Länge von 2,469 km wurde von Rodrigo Nunes entworfen, bestand aus 17 Kurven und führte gegen den Uhrzeigersinn über das Vorfeld des ehemaligen Flughafen Berlin-Tempelhof. Im Bereich der Kurven 13 bis 14 und 17 führte die Strecke unter dem Vordach des etwa 1,2 Kilometer langen Flughafengebäudes durch. Lucas di Grassi beendete das Rennen als Sieger, wurde jedoch nachträglich disqualifiziert, so dass Jérôme D’Ambrosio den Sieg erbte.

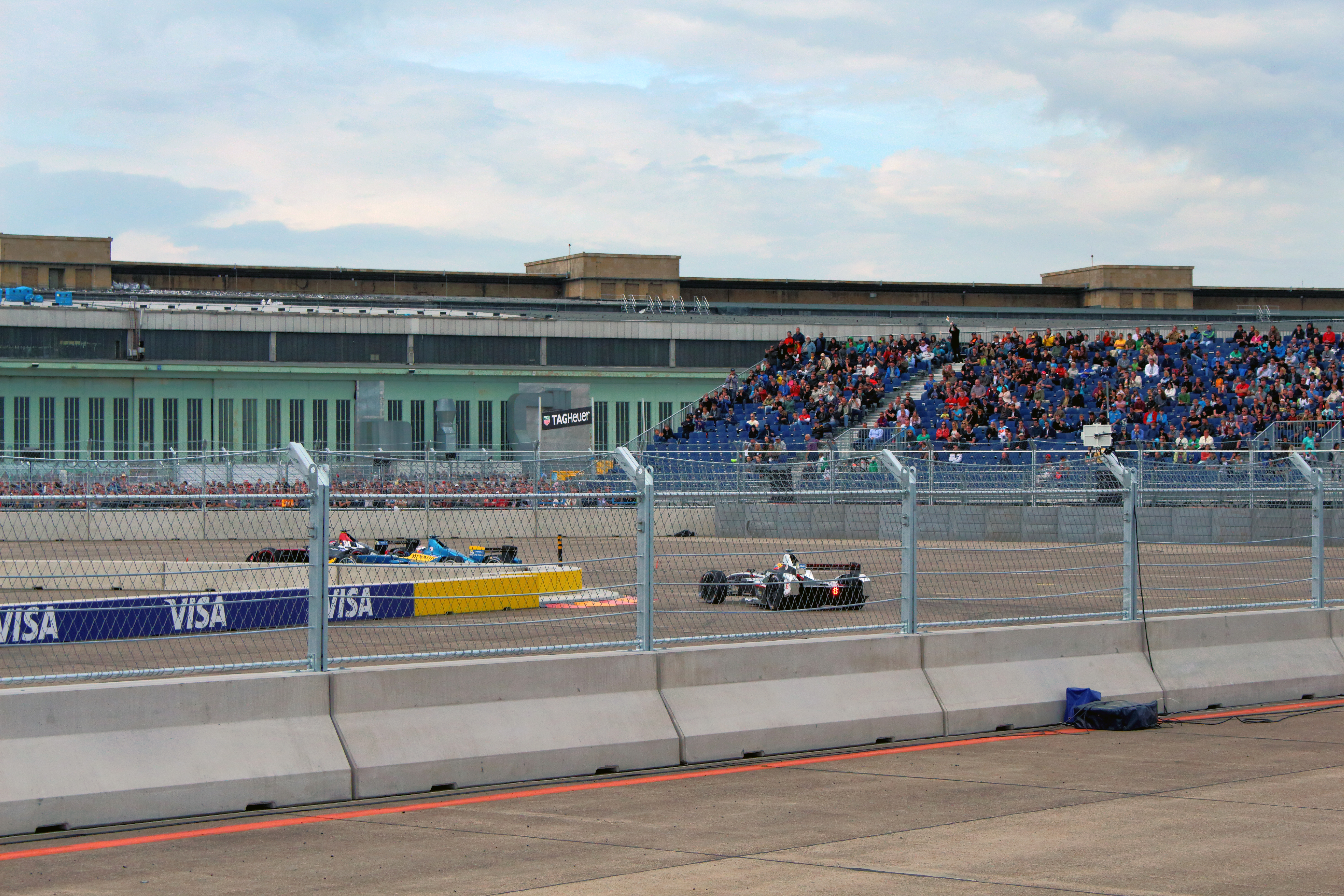
Kurve 10 mit Zuschauertribüne (Streckenlayout von 2015)

Wegen anhaltend hoher Flüchtlingszahlen wurden ab Ende des Jahres 2015 die Hangars und die überdachte Haupthalle des Flughafens für die Flüchtlingsregistrierung und -unterbringung benötigt. Eine Nutzung für den Berlin ePrix wurde somit für das Jahr 2016 ausgeschlossen. Am 15. Februar 2016 erfolgte durch die Formel-E-Organisatoren die Bekanntgabe, dass das Rennen 2016 auf einer neuen Rennstrecke rund um den Strausberger Platz in den Berliner Ortsteilen Friedrichshain und Bezirk Mitte stattfindet.
Im Februar 2017 wurde seitens der Organisatoren der FIA-Formel-E-Meisterschaft bekanntgegeben, das Rennen 2017 erneut im Bereich des ehemaligen Flughafens durchzuführen, jedoch mit geänderter Streckenführung. Da die Anzahl der dort untergebrachten Flüchtlinge stark reduziert wurde, sei eine Durchführung des Events ohne Beeinträchtigung der Unterbringung der Flüchtlinge möglich.
Am 27. März 2017 wurde die neue Streckenführung bekanntgegeben. Die Strecke liegt nun weiter von den Hangars entfernt und wird erneut gegen den Uhrzeigersinn befahren. Die Streckenlänge wurde auf 2,277 km verkürzt, zudem wurde die Anzahl der Kurven auf zehn reduziert. Als Besonderheit führte die Strecke im Bereich zwischen Kurve drei und Kurve vier durch einen komplett überdachten Bereich, wo sich auch die VIP-Tribüne befand. Im Rennen wurde hier jedes Mal, wenn der Führende vorbeifuhr, mit zwei Nebelmaschinen am Streckenrand Nebelwolken erzeugt, um den Showeffekt zu erhöhen.
Für den Berlin E-Prix 2018 wurde das Layout erneut leicht angepasst. Die Geraden vor Kurve sechs wurde verlängert und die Kurve selbst etwas verengt. Zudem wurde die Einfahrt zur Boxengasse verlegt, statt vor Kurve neun befand sie sich nun hinter Kurve zehn. Die Streckenlänge erhöhte sich dadurch um 100 Meter auf 2,377 km. Dieses Streckenlayout wurde ohne wesentliche Änderung ebenfalls für den Berlin E-Prix 2019 genutzt.
Der Berlin E-Prix 2020 umfasste aufgrund einer kurzfristigen Änderung des Rennkalenders infolge der COVID-19-Pandemie ganze sechs Rennen. Hiervon entsprach die Streckenführung für die ersten vier Rennen weitgehend dem Layout der Vorjahre, wobei in den ersten beiden Rennen die Fahrtrichtung gegenüber den Vorjahren umgekehrt wurde. Lediglich für die letzten beiden Rennen wurde das Layout verändert, indem nach Kurve vier eine weitere Kurve und zwischen der ursprünglichen Kurve sechs und der Kurve neun  zahlreiche weitere Kurven eingefügt wurden, sodass innerhalb einer Runde nun 16 statt bisher zehn Kurven zu durchfahren waren.

## Streckenführungen

Ursprüngliches Streckenlayout 2015
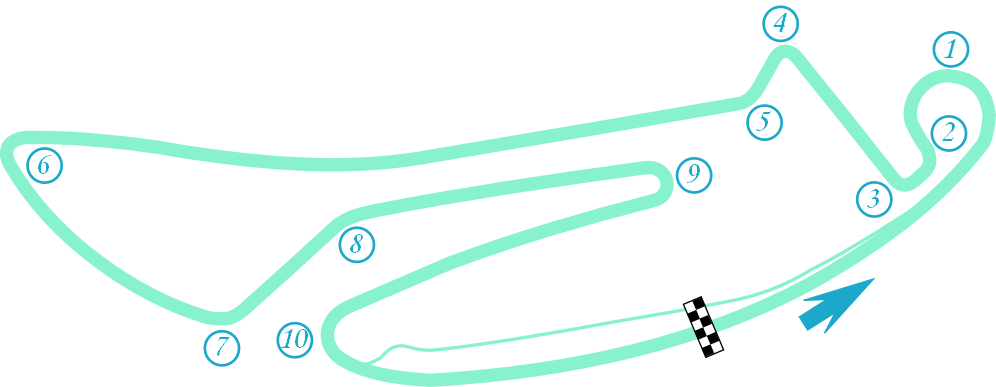
Streckenlayout 2017
Streckenlayout 2018 bis 2023
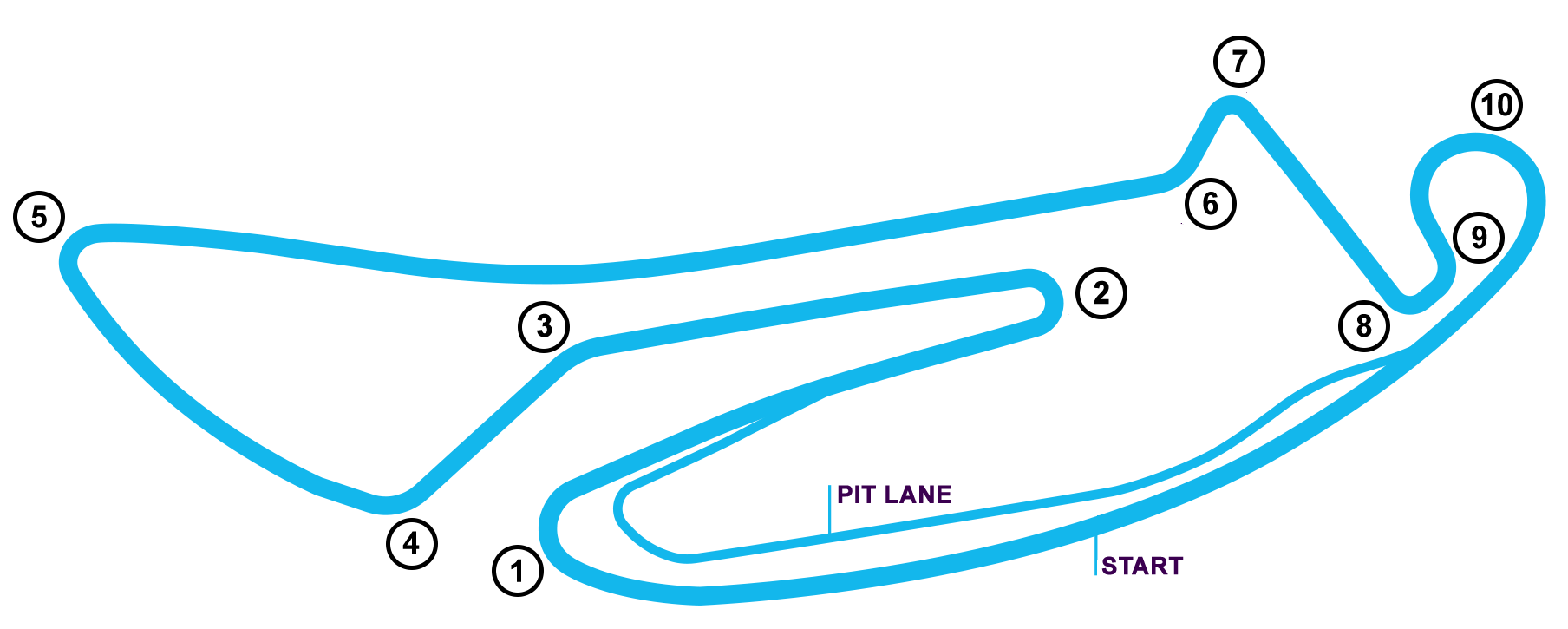
„Rückwärts-Streckenlayout“ 2020 und 2021
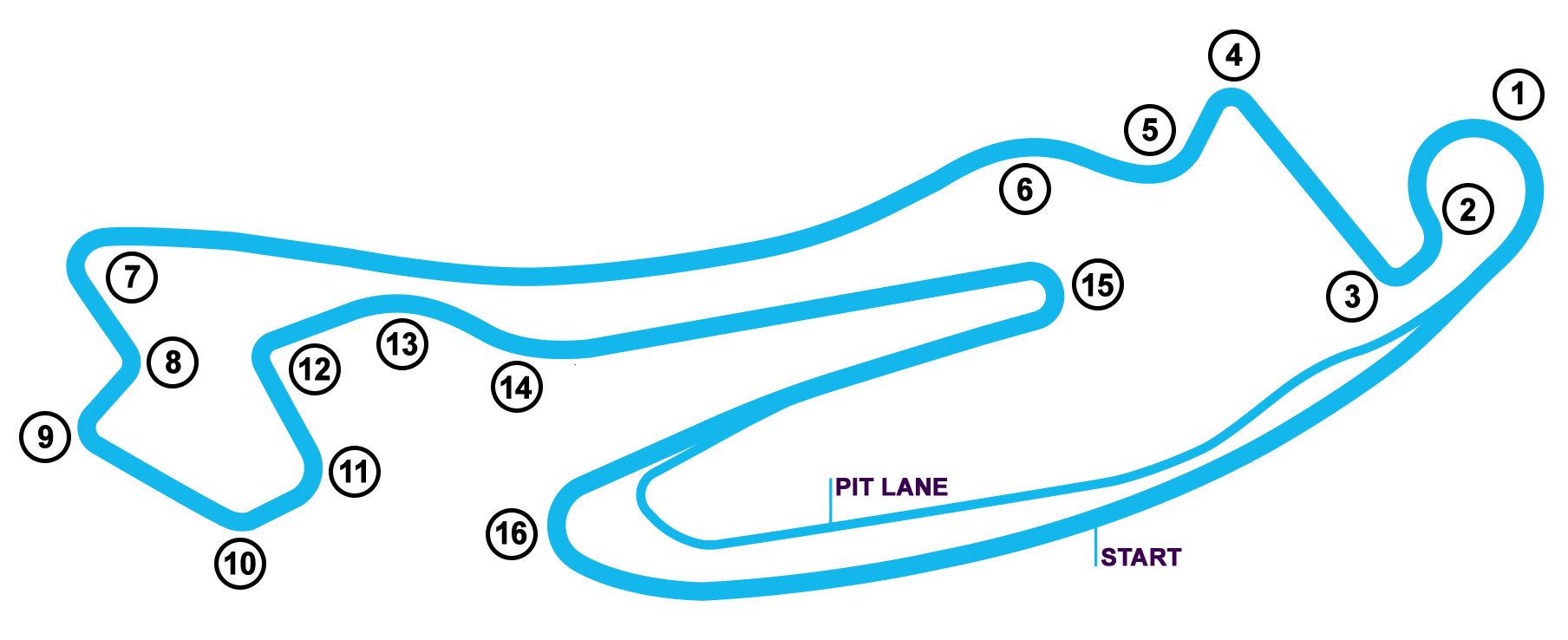
„Erweitertes Streckenlayout“ 2020
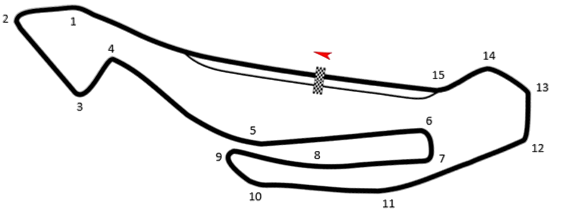
Streckenlayout 2024